# ولکان کورپوریشن
ولکان کورپوریشن (انگلیسی: Vulcan Corporation) شرکت خوشه‌ای آمریکایی است، که در سال ۱۹۸۶ توسط پل آلن تأسیس شده است.